# 杰弗里·皮卡德
杰弗里·皮卡德（英語：Geoffrey Picard，1943年3月20日—2002年9月14日），美国男子赛艇运动员。他曾代表美国参加1964年夏季奥林匹克运动会赛艇比赛，获得男子四人单桨无舵手铜牌。